# Anna Karenina
Anna Karenina (Russisch: Анна Каренина, uitspraak: [ˈanːə kɐˈrʲenʲɪnə]; 1877) is de tweede grote roman van Lev Tolstoj, verschenen acht jaar na zijn grote epos Oorlog en Vrede. De getrouwde hoofdpersoon, Anna Karenina, wordt hopeloos verliefd op de schatrijke en vlotte vrijgezelle graaf Vronski.

## Achtergrond
De roman verscheen als een serie in het tijdschrift Ruskii Vestnik ("Russische Boodschapper"), totdat Tolstoj ruzie kreeg met uitgever Michail Katkov aangaande gebeurtenissen in het laatste deel. Om die reden verscheen het werk pas voor het eerst compleet in boekvorm.
Anna Karenina geldt als een hoogtepunt in de realistische fictie en Tolstoj beschouwde het als zijn eerste echte roman. Algemeen wordt aangenomen dat het personage van Anna gebaseerd is op Maria Hartung (1832-1919), de oudste dochter van Russisch dichter Aleksandr Poesjkin. Tolstoj ontmoette haar ooit bij een diner, waarna hij Poesjkins proza begon te lezen. Hij had ook ooit een korte wensdroom over een "naakte, sublieme, aristocratische elleboog", wat de eerste aanzet bleek te zijn tot het personage Anna.
Na de eerste publicatie kreeg Tolstoj alle Russische critici over zich heen, die het boek afdeden als een "romantisch niemendalletje over het rijke leven". Fjodor Dostojevski daarentegen prees het boek als "perfect als een kunstwerk". En deze mening werd gedeeld door Vladimir Nabokov, die met name bewondering had voor "de perfect gevormde magie van Tolstojs stijl" en voor de bewegende trein als leidmotief, die in de eerste hoofdstukken subtiel wordt geïntroduceerd (de modeltrein waar de kinderen mee spelen), in volgende hoofdstukken onafwendbaar opgebouwd wordt (de nachtmerrie van Anna) en aldus het majestueuze sluitstuk van het boek inluidt.

## Samenvatting
De roman bestaat uit acht delen.

### Deel 1
Na de overbekende openingszin

Gelukkige gezinnen lijken allemaal op elkaar, maar elk ongelukkig gezin is ongelukkig op zijn eigen manier.

wordt Prins Stepan Arkadjevitsj Oblonski ("Stiva", Степан Аркадьевич Облонский) ingevoerd, een hoge ambtenaar die zijn vrouw Darja Aleksandrovna ("Dolly", Дарья Александровна Облонская) ontrouw is geweest. Stiva's verhouding kenmerkt een verliefde persoonlijkheid die hij maar niet in bedwang kan houden. Hij laat zijn getrouwde zuster, Anna Karenina, uit Sint-Petersburg overkomen om Dolly over te halen niet bij hem weg te gaan.
Bij aankomst in Moskou komt een spoorwegarbeider onder de trein terecht en laat het leven - een voorbode van Anna's eigen lot. Ondertussen komt ook Stiva's jeugdvriend Konstantin Dmitrijevitsj Lëvin (Константин Дмитриевич Лёвин, uitspraak: Ljowin) in Moskou aan om Dolly's jongere zuster Katerina Aleksandrovna Sjtsjerbatskaja ("Kitty", Екатерина Александровна Щербацкая) ten huwelijk te vragen. Deze serieuze landeigenaar van aristocratische afkomst woont op een groot landgoed dat hij beheert. Kitty wijst hem echter af, daar ze een aanzoek verwacht van de legerofficier Graaf Aleksej Kirillovitsj Vronski (Алексей Кириллович Вронский). Hoewel hij Kitty heel aardig vindt, heeft Vronski echter totaal geen aandrang om ooit te trouwen - totdat hij op het het perron waar hij zijn moeder afhaalt, Anna ontmoet die samen reisde met zijn moeder. Later, tijdens een bal wordt hij verliefd op haar.
Anna, geschokt door haar eigen reactie op Vronski, keert onverwijld terug naar Sint-Petersburg. Vronski reist haar achterna in dezelfde trein. Levin geeft alle hoop op een huwelijk op en keert terug naar zijn landgoed. Anna blijft bij haar echtgenoot Aleksej Aleksandrovitsj Karenin (Алексей Александрович Каренин), een hooggeplaatste overheidsdienaar, en haar zoon Serjozja in Petersburg.

### Deel 2
Karenin geeft zijn vrouw Anna de wind van voren omdat ze te veel tijd doorbrengt met Vronski. Uiteindelijk gaat ze toch in op Vronski's avances en wordt ze zwanger van hem. Als Vronski daarop van zijn renpaard valt tijdens een prestigieuze race, is Anna buitengewoon bezorgd over zijn lot; zozeer zelfs dat het iedereen duidelijk is dat er iets aan de hand is en dus bekent ze haar schande aan haar man. Als Kitty hoort dat Vronski verliefd is op Anna, reist ze met haar ouders af naar een kuuroord in Duitsland om van de schok te bekomen.

### Deel 3
Lëvin gaat op in zijn landelijke boerenbedrijf, een omgeving die nauw samenhangt met zijn spirituele gedachten en overpeinzingen. Dolly ontmoet Levin en probeert zijn gevoelens voor Kitty nieuw leven in te blazen. Dolly lijkt daarin niet te slagen, maar een toevallige glimp van Kitty doet Levin beseffen dat hij nog steeds van haar houdt. Intussen drijft Karenin in Petersburg Anna tot wanhoop omdat hij een scheiding weigert en dreigt haar voor altijd te scheiden van haar zoon Serjozja als ze ervandoor gaat of zich misdraagt.

### Deel 4
Karenin begint een echtscheidingsprocedure. Anna's broer Stiva betoogt dat het een slecht idee is en haalt Karenin over eerst met Dolly te spreken. Wederom lijkt Dolly eerst geen succes te boeken, maar Karenin bedenkt zich als hij per telegram hoort dat Anna dreigt te sterven na de bevalling van haar kind Anna. Aan haar sterfbed vergeeft hij Vronski, die uit spijtbetuiging probeert zelfmoord te plegen. Anna overleeft de kraamvrouwenkoorts, gedeeltelijk verdoofd door morfine. Stiva ziet zich nu in de positie geplaatst dat hij, ten haren behoeve, bij Karenin op een scheiding aandringt. Vronski maakt eerst aanstalten om naar een legerpost in Tasjkent te gaan, maar nadat hij Anna spreekt bedenkt hij zich en samen vertrekken ze naar Europa, zonder een scheiding. De koppelpoging die Stiva onderneemt bij Levin is veel simpeler: hij organiseert een ontmoeting tussen Levin en Kitty die resulteert in een goedmaken gevolgd door een verloving.

### Deel 5
Levin en Kitty trouwen. Een paar maanden later hoort Levin dat zijn broer Nikolaj op sterven ligt. Het echtpaar reist naar hem af en Kitty verzorgt hem tot hij sterft; ondertussen ontdekt ze ook dat ze zwanger is. In Europa doen Vronski en Anna hun best om vrienden te vinden die hen zullen accepteren en activiteiten te vinden die hen zullen vermaken, maar uiteindelijk keren ze terug naar Rusland. Karenin wordt ondertussen getroost - en beïnvloed - door de gehaaide gravin Lydia Ivanovna, die een aanhangster is van de religieuze en mystieke ideeën die bij de hoge klassen populair zijn en die Karenin overhaalt om Serjozja bij Anna vandaan te houden. Anna slaagt er ondanks alles in om Serjozja onverwachts te bezoeken op zijn verjaardag, tot woede van Karenin, die zijn zoon verteld had dat zijn moeder overleden was. Kort daarop vertrekt zij met Vronski naar het platteland.

### Deel 6
Dolly bezoekt Anna. Op verzoek van Vronski dringt ze er bij Anna op aan verder te gaan met de scheiding van Karenin. Wederom lijkt Dolly nergens te komen; maar als Vronski dagenlang weg is voor de provinciale verkiezingen doet een combinatie van verveling en achterdocht Anna beseffen dat ze met Vronski moet trouwen. Ze schrijft dus aan Karenin en vertrekt met Vronski naar Moskou.

### Deel 7
De Levins zijn in Moskou waar Kitty bevalt van een zoon. Stiva bezoekt Karenin om zijn steun te verkrijgen voor een nieuwe baan en daarbij verzoekt hij tevens Karenin om in een scheiding toe te stemmen. Maar Karenin laat zich nu inspreken door een "helderziende" - waar hij via Lydia Ivanova aan gekomen is - die hem kennelijk aanraadt om nee te zeggen. Anna en Vronski raken steeds verbitterder tegenover elkaar. Ze maken plannen om naar het platteland terug te keren, maar in een jaloerse bui vertrekt Anna eerder en werpt zich uit wraak voor een aanstormende goederentrein om zelfmoord te plegen - vergelijk de spoorwegarbeider in deel 1.

### Deel 8
Na Anna's dood krijgt Stiva de lucratieve baan die hij wilde en Karenin wordt Annies voogd. Vronski vertrekt met een troep vrijwilligers naar Servië om de Servische opstand tegen de Turken te ondersteunen (zie Geschiedenis van Servië) - zonder de verwachting terug te komen. Dankzij de vreugden en angsten van het vaderschap en na een gesprek met een oude boer, bekeert Levin zich ten langen lesten en twijfelt niet meer aan zijn geloof. Zijn beperkte verstand geeft zich gewonnen aan het absolute geloof.

## Interpretatie, thema's enBekentenis

### Interpretatie
Het verhaal speelt zich af in de hoogste kringen van de Russische maatschappij. Tolstoj was een moralist en een scherp criticus van de excessen van zijn aristocratische gelijken.
Anna is een juweel van de hogere klassen van Sint-Petersburg, totdat ze een relatie aanknoopt met de rijke en charmante officier Graaf Vronski. Door toe te geven aan haar verliefdheid begeeft ze zich buiten de grenzen van hetgeen toelaatbaar is aan triviale, buitenechtelijke avontuurtjes. Maar als Vronski's liefde bekoelt, kan Anna zich er niet toe brengen terug te keren naar Karenin, een man die ze veracht, zelfs als hij haar anders verbiedt haar zoon te zien. Ze kan niet leven met wat ze ten onrechte ziet als een afwijzing door Vronski, noch met het vooruitzicht terug te keren naar een leven dat ze haat en dus pleegt ze zelfmoord.
Een bekende interpretatie van Anna's tragedie is dat ze noch geheel eerlijk kan zijn, noch geheel oneerlijk en zo in een Hamlet-achtige innerlijke spagaat terechtkomt die haar tot zelfmoord drijft. Maar tegelijkertijd bevat de roman het parallelle en contrasterende liefdesverhaal van Konstantin Levin. Levin is een rijke landeigenaar uit de provincie die zich in aristocratische kringen zou kunnen begeven, maar die liever werkt op zijn landgoed. Levin probeert zonder succes om zich bij de elite aan te sluiten als hij Kitty Sjtsjerbatskaja het hof maakt in Sint-Petersburg, maar hij krijgt haar jawoord pas later bij de tweede poging als Vronski, Kitty's eerste keus, haar niet ten huwelijk heeft gevraagd en Levin tot rust gekomen is.
De vreugdevolle, eerlijke en solide relatie van Kitty met Levin staat in scherp contrast met die van Anna met Vronski, die wordt getekend door constante onrust, achterklap van de buitenwereld en Anna's wantrouwen. Tolstoj kiest geen partij maar laat het slecht met Anna aflopen.

### Thema's
Anna Karenina behandelt thema's als schijnheiligheid, jaloezie, hartstocht, christelijk geloof, trouw, familie en huwelijk, sociale vooruitgang en gebruikt allegorieën. Tolstoj laat blijken zijn aristocratische gelijken te veroordelen, omdat ze hun onverdiende privileges niet aanwenden om het volk te verheffen.
Tolstoj beschrijft de religieuze hypocrisie en dubbelzinnigheid in verschillende personages, met name Karenin (Anna's echtgenoot) en de moraalridder gravin Lydia Ivanovna. Hij toont ook het contrast tussen de rust en het welzijn van het platteland en de decadentie van de stedelijke samenleving. Maar het prominente thema van Tolstoj is de verhouding tussen liefde en eerlijkheid in de verschillende gradaties waarin ze naast elkaar bestaan en het geluk dat wel of niet ontstaat.
Met het personage Levin lijkt Tolstoj zichzelf uit te beelden - Tolstojs voornaam is in het Russisch overigens "Lev". Hij legde ook andere details van zijn eigen leven in het personage, zoals hoe Levin erop stond dat Kitty eerst zijn dagboeken zou lezen voordat ze met hem trouwde; Tolstoj deed dit ook met zijn eigen vrouw.

### Anna Karenina en TolstojsBekentenis
Veel van de thematiek van Anna Karenina komt terug in Tolstojs Bekentenis (soms ook vertaald als Mijn biecht), zijn uitweiding in de eerste persoon over de aard van het leven en het geloof, dat hij twee jaar na de publicatie van Anna Karenina schreef.
Hij beschreef zijn onvrede met de hypocrisie van zijn eigen klasse in het echte leven:
Elke keer dat ik probeerde mijn innerlijke verlangens te tonen - een wens om moreel goed te doen - werd ik begroet met minachting en sarcasme en zodra ik toegaf aan lage verlangens werd ik geprezen en aangemoedigd.
Tolstoj geeft ook een beschrijving van de acceptatie van buitenechtelijke "samenkomsten" binnen de aristocratie van Rusland:
Een lieve, oude tante van me, het puurste aller wezens, bij wie ik inwoonde, zei altijd dat ze niets meer wenste dan dat ik een verhouding zou hebben met een getrouwde vrouw. "Rien ne forme un jeune homme comme une liaison avec une femme comme il faut (niets vormt een jonge man als een verhouding met een vrouw van stand)."
Een ander thema in Anna Karenina is de aristocratische gewoonte om Frans te spreken in tegenstelling tot Russisch als weer een voorbeeld van de oneerlijkheid van de maatschappij.
Er is zelfs een passage die geïnterpreteerd kan worden als een teken van Anna's eventuele redding in Tolstojs ogen:
Want wat zijn wij uiteindelijk, die ervan overtuigd zijn dat zelfmoord plicht is en toch onszelf er niet toe kunnen brengen, anders dan de zwakste, de meest inconsistente en, eerlijk gezegd, de domste aller mensen, die een dergelijke riedel maken van onze banaliteiten?
De Bekentenis bevat veel andere, autobiografische inzichten in de thematiek van Anna Karenina.

## Nederlandse vertalingen
De roman is zeker zeven keer integraal naar het Nederlands overgezet:
- 1887 - Peter Duys, uit Duits en Frans
- 1947 - Jacob Leclée: eerder interpretatief
- 1948 - Halbo C. Kool: integraal en bekort, bewerkt; gebaseerd op vertaling van P. Duys
- 1960 - A.M. Wasiltsjikow
- 1965 - Wils Huisman: lange tijd de klassieke vertaling
- 1990 - Lourens Reedijk: tekstgetrouw
- 2017 - Hans Boland: contextgetrouw

## Verfilmingen
De roman is verschillende keren verfilmd. Er zijn onder meer de volgende verfilmingen:
- 1914: Een Russische verfilming van Vladimir Gardin.
- 1915: Een Amerikaanse verfilming met Deense actrice Betty Nansen.
- 1927: Een Amerikaanse versie getiteld Love, met Greta Garbo en onder regie van Edmund Goulding. Deze versie verschilde sterk van de roman en had twee verschillende einden, waaronder een "happy end" voor het Amerikaanse publiek.
- 1935: De meest beroemde en gelauwerde versie, met Greta Garbo en Fredric March onder regie van Clarence Brown.
- 1948: Met Vivien Leigh en regie van Julien Duvivier.
- 1953: Een Russische versie geregisseerd door Tatjana Loekasjevitsj.
- 1967: Een Russische versie geregisseerd door Aleksandr Zarchi.
- 1977: Een tiendelige, Britse miniserie geregisseerd door Basil Coleman.
- 1985: Een televisiefilm met Jacqueline Bisset en Christopher Reeve, geregisseerd door Simon Langton.
- 1997: De eerste Amerikaanse versie die op locatie in Rusland gefilmd is, geregisseerd door Bernard Rose en met Sophie Marceau, Sean Bean.
- 2000: Een vierdelige, Britse bewerking voor de televisie door David Blair.
- 2005: Een Russische miniserie van Sergej Solovjov.
- 2012: Een Engelse versie geregisseerd door Joe Wright met Keira Knightley.

## Voetnoten
1. ↑  Maarten 't Hart beschouwt de zelfmoord met een trein als een plagiaat door Tolstoj van de roman The prime minister van Anthony Trollope, 1875-1876. Zie: Trollope's dikste en grimmigste meesterwerk, door Maarten 't Hart, de Volkskrant Boeken, p 7-8, zaterdag 4 mei 2019
2. ↑  De openingszin van Anna Karenina is wereldberoemd: Все счастливые семьи похожи друг на друга, каждая несчастливая семья несчастлива по-своему Fonetisch: Vse schastlivyye sem'i pokhozhi droeg na droega, kazhdaya neschastlivaya sem'ya neschastliva po-svoyemoe. (Alle gelukkige gezinnen lijken op elkaar, elk ongelukkig gezin is ongelukkig op zijn eigen wijze).
3. ↑  Filosofie.nl De vier mooiste openingszinnen uit de literatuur. Gearchiveerd op 1 december 2017.
4. ↑  Themes, Motifs & Symbols: Symbols . Gearchiveerd op 29 juni 2021.